# Нојштат на Дунаву
Нојштат ан дер Донау (њем. Neustadt an der Donau) град је у њемачкој савезној држави Баварска. Једно је од 24 општинска средишта округа Келхајм. Према процјени из 2010. у граду је живјело 12.847 становника. Посједује регионалну шифру (AGS) 9273152.

## Географски и демографски подаци
Нојштат ан дер Донау се налази у савезној држави Баварска у округу Келхајм. Град се налази на надморској висини од 354 метра. Површина општине износи 93,6 km². У самом граду је, према процјени из 2010. године, живјело 12.847 становника. Просјечна густина становништва износи 137 становника/km².

## Међународна сарадња
| Мјесто        | Држава  | Врста сарадње | Од    |
| ------------- | ------- | ------------- | ----- |
| Рекоаро Терме | Италија | партнерство   | 1988. |
| Извор         |         |               |       |